# Flagellum
Flagellum (flagrum, flagel) este un mănunchi de vergi folosit în trecut pentru aplicarea pedepselor corporale (flagelări).